# Cos (el Tec)
Cos, o Coç va ser un poblet de l'actual terme del Tec, a la comarca del Vallespir (Catalunya del Nord), 
Era a prop del límit nord-oriental de la comuna, a ponent i al sud-oest de Manyaques, al nord-est del poble del Tec. Era en el Pla de Cos, en el vessant oriental de la Torre de Cos. En queden alguns masos (Mas de Cos, el Casot) i les ruïnes de l'església de Santa Cecília.

## Història
L'indret de Cos és esmentat ja al 869. Al 881, Carlemany reconegué a Sunifred abat de Santa Maria d'Arles, la possessió de la Cel·la de Cotso. Sembla que al lloc s'hi havia bastit un refugi amb una capella dedicada a Santa Maria, per al servei dels pelegrins que feien el camí de Sant Jaume de Galícia que procedia de sant Guillem de Combret, per una banda, i passant per Santa Maria del Coral i Santa Margarida de Colldares baixava fins a Camprodon, per l'altra.
El segle xii va ser d'una certa prosperitat a la comarca, i hom reformà considerablement l'església (tant, que la capella original esdevingué l'absis de la nova); acabada l'obra, fou consagrada de nou el 1158 per Ramon, abat d'Arles, que la rededicà a santa Cecília. Al mateix moment, es posaren per escrit els límits de la propietat de Cos: a l'est la serra dels Moros, al sud el Tec, a l'oest el barranc de Picerolas i al nord la torre de Cos. Aquesta zona comprenia el poblet, el carrer de Dalt (l'actual Casademunt?) i els masos de "la Font", de "Puig Rodon", de "Manyaques" i de "Coç".
Durant diversos segles, els masos canviaren sovint de propietaris (o de parcers) a causa de les càrregues enormes que havien de suportar, perquè l'abadia d'Arles necessitava més les rendes percebudes que la continuïtat en l'explotació; però això canvià a finals del segle xvi quan la família Trescases convencé l'abat d'abaixar-los les càrregues. En poc temps es feren amb tots els masos i, a mitjans del xvii, Joan Pau Trescases posseïa, a més, la meitat del poble. El càrrec de batlle esdevingué hereditari dels Trescases, però la necessitat de dotar els fills cabalers anà enxiquint el patrimoni familiar. Un document del 1603 constata que al poble hi ha tres mestres de forja (Ginesta, Palastraga i Ribéra), dos forjadors, un teixidor de lli i un picapedrer. Tres quarts de segle més tard, només hi restava un mestre forjador, Ginesta però hi havia quatre forjadors, dos mulers, sis llauners i un moliner.
A les acaballes del segle dissetè, l'abadia d'Arles únicament retenia un benefici sobre el lloc i, a petició de l'abat, el poble era mantingut per Joan-Pau Trescases. El 1716 Jaume, el fill d'aquest, era el nou batlle, i reeixí a convèncer els pocs habitants del Cos d'unir-se amb els d'Arles per formar una única parròquia, a fi que es poguessin aprofitar dels avantatges dels d'aquest darrer poble. En esclatar la Revolució Francesa el batlle era Miquel Trescases, que sol·licità que es llevés al poble la tutela de l'abadia d'Arles, cosa que li fou concedida; però el Directori ordenà també que Cos, la vall de la Comalada sencera i el poble del Tec fossin annexats a Arles. Miquel Trescases fou el darrer batlle del Cos, doncs; quan morí, el 1799, va ser enterrat a l'església de Santa Cecília, al costat dels seus pares on encara resta, com han verificat excavacions modernes.